# Aeroportul Seldovia
Aeroportul Seldovia (IATA: SOV, ICAO: PASO, FAA LID: SOV) este un aeroport din Alaska, Statele Unite ale Americii. Aeroportul a fost tranzitat în 2019 de 8.420 de pasageri.
Situat la o altitudine de 9 m, aeroportul dispune de 1 pistă. Este operat de Alaska Department of Transportation & Public Facilities⁠(d).

## Infrastructură

### Piste
Aeroportul dispune de o singură pistă. Pista 16/34 are suprafața de pietriș și dimensiunile 1.845 picioare × 80 picioare. 